# 重力坝

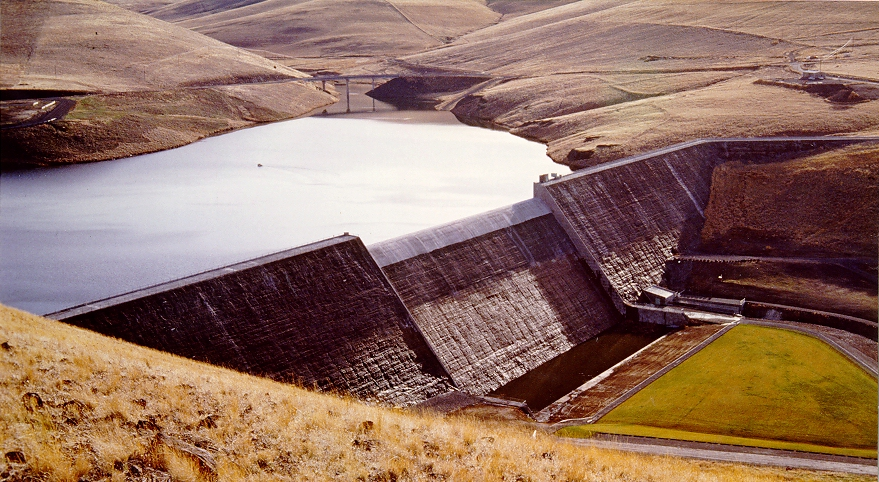
美國俄勒冈州的柳谷坊壩

重力壩是用混凝土或砌石建成的水壩，用材料本身的重量來抵抗水要往下流的水平壓力。重力壩的設計是使壩身的每一部份不需其他壩身的支撐，本身即可穩定。

## 原理

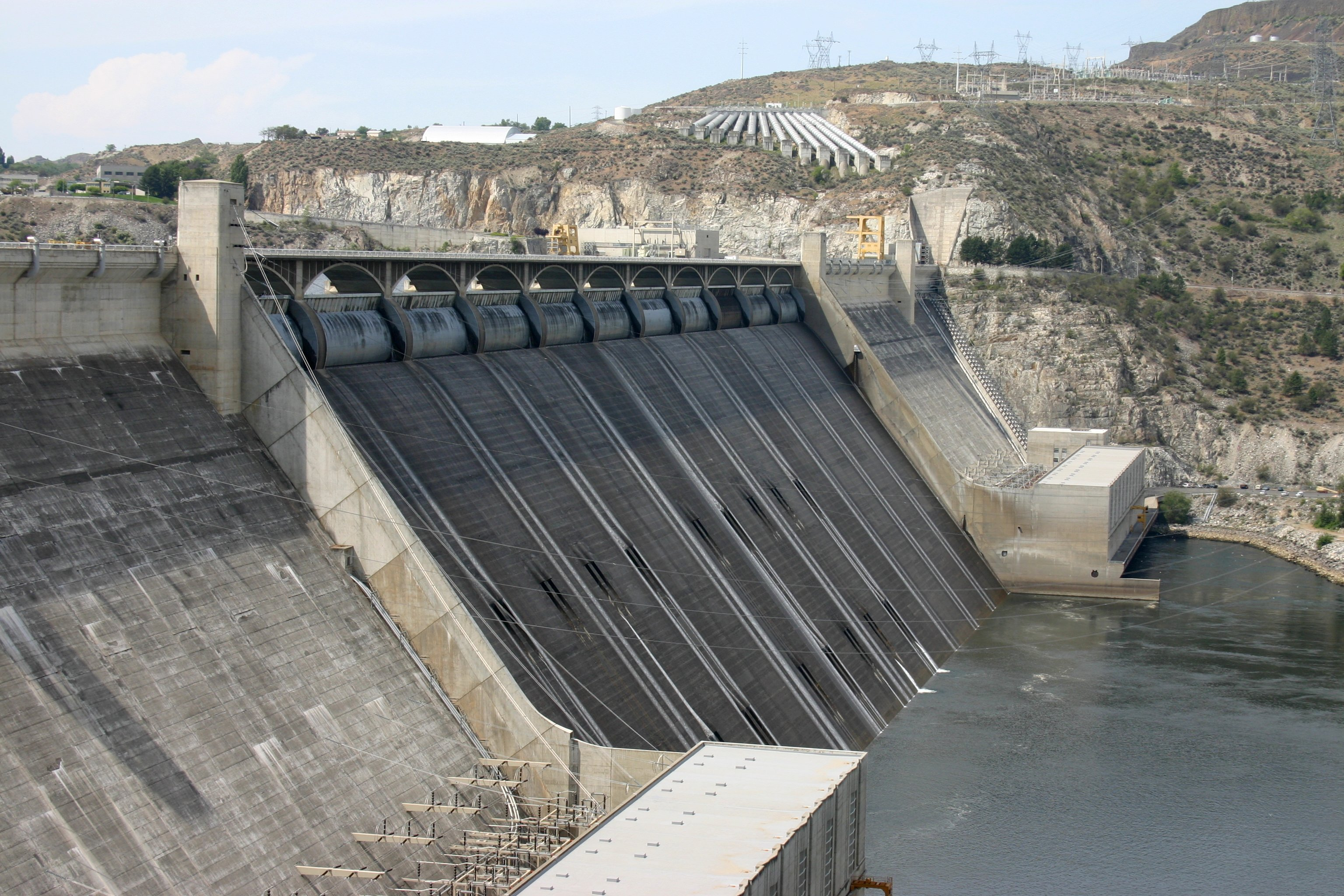
大古力水坝屬於重力坝

重力壩是用壩體本身的重量去抵抗水因為重力要下游流動的力。水壩中的水會產生往下游的橫向壓力，產生一讓水壩沿著其坝堤底（水壩往下游處最底部的一點）旋轉的力矩。水壩結構的重量要和此力矩對抗，也就是產生往另一方向旋轉的力矩。水壩設計者需確保水壩重量夠重，其產生力矩可以比水的橫向壓力產生的力矩要大。在工程中，只要重力作用在壩體上的力及水壓作用在壩體上的力，其合力作用在在壩堤底上游即可。
而且，設計者需要考慮壩體的造形，使得若壩體往上游那一面，不會受到往上的張力，此原因是因為在實務上，最好是讓壩體的材料堆積起來即可，不僅要考慮讓壩體材料緊實，還需要考慮垂直的張力。
上述消除壩體上游面張力的外形，也避免了需平衡壩體下游面壓縮力的需求，因此也較經濟。
不過這類的重力壩，就需要有不滲透，且有高強度的壩基。
當設置在適當的地點，重力壩會比其他種類水壩要適合，若在一個仔細研究過的壩基上修築，重力壩可能是水壩最好的範例。在許多地區對洪水的恐懼是很有力的訴求，可能有些地區其他種類水壩會比較適合且較具經濟效益，但卻因為對洪水的恐懼而修築了重力壩。

## 分類
重力坝最常見的分類可依其用的材料來分類：
- 混凝土坝，包括：
  - 整体混凝土（英语：mass concrete）壩，包括：
    - 傳統的混凝土壩：德沃夏克壩（英语：Dworshak Dam）、大古力水壩
    - 碾压混凝土（英语：roller-compacted concrete）：柳谷坊壩（英语：Willow Creek Dam (Oregon)）、Upper Stillwater壩（英语：Upper Stillwater Dam）

  - 砌體結構：如Pathfinder壩（英语：Pathfinder Dam）、Cheesman壩（英语：Cheesman Dam）
  - 由鋼筋混凝土砌成的空心重力壩：布拉多克壩（英语：Braddock Locks & Dam）

重力壩也可以依其形式來分類：
- 大部份重力壩是直的，如大古力水壩
- 有些混凝土或砌石的重力壩會是弧形的（例如沙斯塔壩及Cheesman壩（英语：Cheesman Dam）），用拱形增加重力壩的穩定性[4]。

重力壩可以依其結構高度分類：
- 低，最高到30公尺。
- 中等高度，30到100公尺。
- 高，超過100公尺。

## 書目
- Kollgaardand, E.B.; Chadwick, W.L. . US Committee of the International Commission on Large Dams. 1988.
- . Denver, Colorado: US Society on Dams. 2013.